# Лютеранская кирха (Луцк)
Лютеранская кирха (церковь «Дом Евангелия») — храм евангельских христиан-баптистов в Луцке. Памятник архитектуры. Расположен в историко-культурном заповеднике.
Церковь была построена в 1906 году как храм Луцкой лютеранской общины. Со времени постройки она выполняла роль одного из главных храмов немецких колонистов Волыни. Однако в связи с событиями Второй мировой войны храм пришёл в упадок. В советские времена кирха принадлежала различным учреждениям, главным образом архиву. С распадом СССР церковь была отдана общине баптистов, которые должным образом отреставрировали здание. Теперь она является памятником архитектуры, силуэт храма занимает важное композиционное и эстетическое место в Луцком культурном заповеднике.

## Предыстория
На улице Караимской в 1741 году начал строиться костёл Девы Марии ордена кармелитов. Основателем выступил венденский стольник Анатолий Базальський, который предоставил монастырю кармелитов село Борохов и 19 тысяч злотых на строительство костёла. Через несколько лет костёл завершили в барочном стиле. Стены и потолок помещения были расписаны фресками высокого искусной работы. Позднее, в 1764 году, волынский подстолий Станислав Манецкий построил костёл после пожара. Однако в 1845 году костел вновь сгорел и не был восстановлен. Несколько десятилетий простоял руиной, пока его не начали разбирать .
Когда Волынь вошла в состав России, то правительство способствовало переселению сюда немцев, поскольку надеялось с их помощью восстановить и вывести на высокий уровень сельское хозяйство и промышленность. Особенно активно на Волыни начали образовываться немецкие колонии в 1870-80-х годах. Для духовных потребностей переселенцев действовали религиозные протестантские общины. На начало XX века религиозные службы на Волыни осуществляли 13 кирх и 191 молитвенный дом .
Когда в 1899 году была создана Луцкая адъюнктура, то возникла необходимость в новом храме. Поэтому впоследствии погост костела кармелитов власть отдала под строительство немецкой лютеранской кирхи, которая должна обслуживать лютеран Луцка и окружающих сел.

## Немецкий период от начала к упадку

### В Российской империи

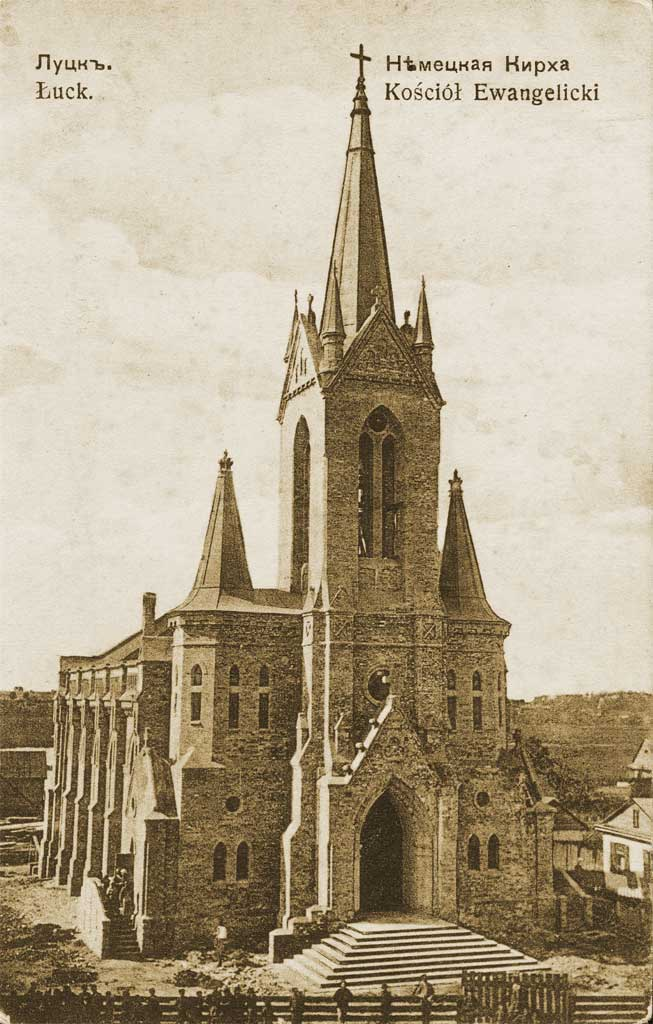
Первая фотография кирхи

На строительство нового лютеранского храма Луцкой адъюнктуры претендовали два города — Луцк и Торчин. Хотя Торчин объединял более сотни немецких поселений, но в конце концов предпочтение оказали Луцку, мотивируя этот выбор близостью к железной дороге и различным административным органам, с которыми нужно согласовывать строительство храма. Место под кирху сначала рассматривалось в рамках двух пригородов тогдашнего Луцка, которые предлагались бесплатно. Однако чтобы не обидеть ни одну из общин этих пригородов, было решено принять предложенную городом участок на погосте кармелитского монастыря . Хотя участок под кирху городская Дума дала бесплатно, но с таким условием: в течение 3 лет лютеранская община свой счет должна замостить улицу Кармелитскую (теперь Лютеранская) до пересечения с Доминиканской (теперь Драгоманова). Вследствие определённых причин этого не было сделано в отведенный срок. Работа затянулась ещё на год и была завершена в конце 1905 года.

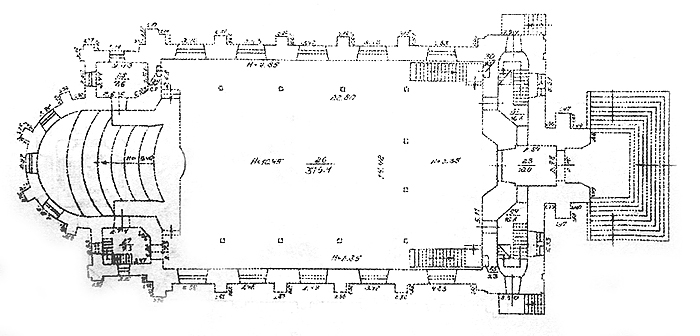
План Луцкой кирхи

24 июня 1905 состоялась торжественная церемония закладки краеугольного камня в фундамент будущей кирхи, запроектированной архитектором Христианом Бойтельспахером в неоготическом стиле. Строительный комитет был возглавлен пастором В. Шлуппом. Работы по сооружению кирхи длились около 15 месяцев. Члены лютеранской общины активно помогали строителям, выполняя непрофессиональные, но нужны на строительстве работы. Это несколько сэкономило время и деньги. В целом сумма, потраченная на строительство, составила около 43 000 руб., Что в то время считалось вполне приемлемым для такого большого сооружения. 19 сентября 1907 года состоялось освящение храма. Корреспондент газеты Волынская жизнь писал :
6 сентября въ г. Луцкѣ состоялось освященіе новой лютеранской кирхи. Еще наканунѣ стали съѣзжаться на это торжество нѣмцы-колонисты. Всего народу было около 8 тысячъ. 6 сентября въ 11 часовъ утра генералъ суперъ-интендентъ Пэнгу вышелъ къ алтарю, а затѣмъ стали къ нему подходить по очереди десять пасторовъ, въ числѣ которых были луцкій пасторъ Шлупъ, житомірскій - Вазенъ, ровенскій - Альтъ-Гаузенъ владімірволынскій - Гедтке. ...Затѣмъ суперъ-интендентъ Пэнгу сказалъ проповѣдъ по поводу освященія храма, а потомъ совершилъ обрядъ самаго освященія. Прежде всего были освящены амвонъ, алтаръ, органъ, и колоколъ, а затѣмъ началось обычное богослуженіе, во время котораго мѣстный пасторъ Шлупъ произнесъ краткую проповѣдь, а молящіеся пѣли псалмы, подъ звуки органа. ...Праздникъ законченъ завтракомъ, устроеннымъ въ "Грандъ-Отелѣ", гдѣ кромѣ всего духовенства и церковнаго совѣта, были и гости...
На центральной башне был установлен большой колокол, привезенный из немецкого города Бохума. Внутри храма поставили орган с 16-ю регистрами фабрики Gebrüder Rieger (теперь en:Rieger Orgelbau). Традиционно единственный неф протестантского храма представлял собой светлый зал с широкими хорами и высокими стрельчатыми окнами. Три алтарные окна были расписаны. На среднем было изображение Христа из Торвальдсена. Однако отделочные работы внутри продолжались ещё до 1911 года.

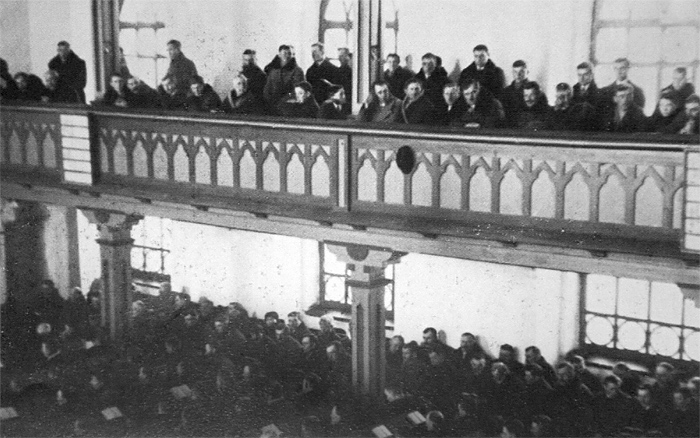
Интерьер, 1939 год

Во время Первой мировой войны руководство российской армии издало приказ о выселении немцев из Волыни. Пастор Зигмунд Лоппе был взят российскими военными в заложники на 10 дней, чтобы убедить общество не оказывать сопротивления при выселении . Сама кирха немного пострадала от боевых действий. Поврежденным оказался фасад, разбито большинство лавок, стульев, уничтожено орган, витражи алтаря и другое. Однако уже в 1917 году немцы начали возвращаться в свои бывшие колонии. Вернулся и пастор Лоппе. В подземном помещении храма он занимался госпиталем, где лечили больных сыпным тифом. Вскоре он сам умер от тифа. На короткие два года пастором стал Теодор Бергман, присланный из Холма.

### Во II Речи Посполитой
В 1921 году новым луцким пастором стал А. Клайндинст. В то время Волынь по Рижскому мирному договору отошла Польше, и Луцкая адъюнктура стала подчиняться Варшавской Консистории. Через два года начались восстановительные работы в храме: отремонтировали интерьер и застеклили окна. Потом приобрели новый орган. В 1927 году рядом с кирхой построили дом пастора и школу . А ещё через 2 года кирху посетил президент Польши И. Мосцицкий.
Луцкие лютеране издавали газеты: Wolhynischer Bote (1927—1935) и Wolhynischer Volkskalender (1936—1938). Хотя пастор Клайндинст был председателем Ассоциации немецких пасторов Евангелическо-Лютеранской Церкви в Польше и членом других, в 1938 году начались проблемы с властями и консистории. В марте этого года была закрыта школа несмотря на апелляции. Клайндинст был смещен с луцкого пасторства и ему на замену Консистория прислала Отто Франка. Причиной этого была формальность, согласно которой приход Клайндинста в 1923 году на пасторство Луцкого адъюнктуру не было достаточным для подтверждения его польского гражданства .
Несмотря на трудности в межвоенный период кирха была центром духовной и общественной жизни лютеранской общины Луцкого уезда. Однако приблизилась Вторая мировая война, и по договоренности советского и немецкого правительств немецкие колонисты Волыни были выселены на территорию Польши. Таким образом лютеранская кирха потеряла своих хозяев, которые больше не вернулись на эти земли.

## Время разрухи и возрождения
После выселения немцев кирха пустовала. Во время войны снова была повреждена. Но в 1951 году её передали Волынскому областному государственному архиву. В 1960 году по Волыни пронёсся сильный ураган, который снес высокий шпиль, а также повредил меньшие боковые пики. А в 1972 году пожар уничтожил крышу. Некоторые элементы внешнего декора были разобраны. Через два года начались ремонтные, но не реставрационные работы. Помещение получило новую крышу, покрытую жестью. Кирпичные парапеты были разобраны. Неф был разделен на два этажа плоским перекрытием . Это все очень исказило вид храма. Внутри разместились документальные фонды.

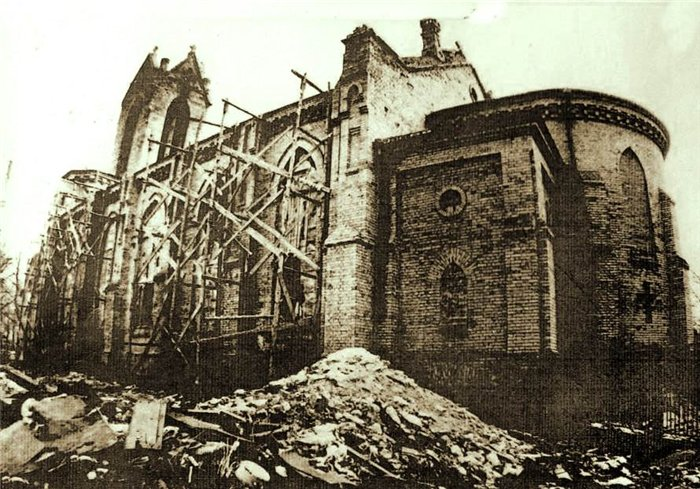
Состояние кирхи в 1990 году

В следующем десятилетии ситуация стала несколько выравниваться. В 1981 году кирха была признана памятником архитектуры. Впоследствии для областного архива построили новое большое помещение, куда он и переехал. А для кирхи начали создавать план переоборудования её в органный зал. Планировалось отремонтировать помещение и создать соответствующие условия для органной музыки. Расчеты передались в Чехии для изготовления органа. Также разрабатывался проект реставрации кирхи. В 1988 году работы уже велись, но медленными темпами. Однако по определённым причинам работа остановилась. В последующие годы велись переговоры о передаче кирхи общине евангельских христиан-баптистов. В конце концов решением исполнительного комитета Волынского областного совета кирха была передана баптистам.
В 1991 году начались полная реставрация храма. Были очищены тусклые кирпичи, а разбитые обстрелами мировой войны были заменены на новые. Восстановили шпили и все утраченные элементы экстерьерного декора. Изготовили и установили крест на центральном куполе колокольни. Внутри установили новый алтарь, резная мебель, балконы, кафедру. Замурованные окна абсиды восстановили и вставили новые витражи автора Виталия Юрченко. Это и многое другое вернуло кирхе первоначальный вид и использования её по назначению. Брусчатка перед центральным входом была заменена на новую, а рядом построили дом для образовательных, канцелярских и бытовых нужд. 12 июня 1994 года состоялось торжественное посвящение кирхи как «Дом Евангелия».

## Архитектура

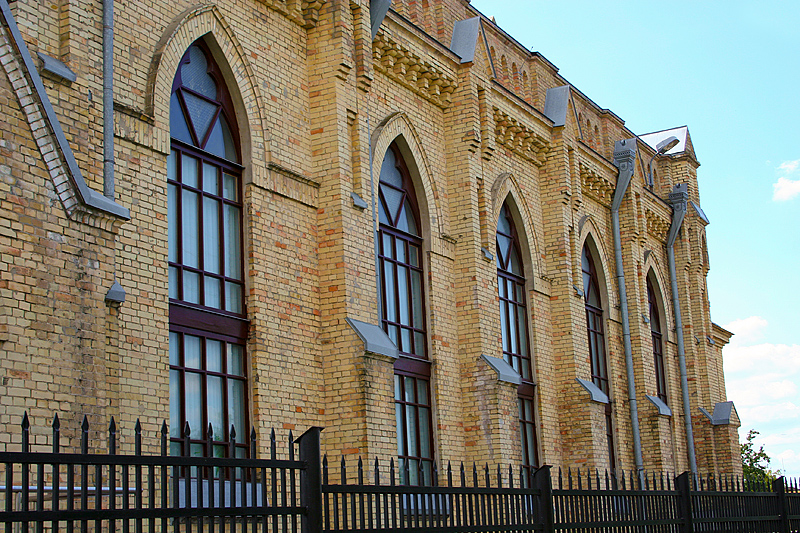
Боковая стена

Лютеранская кирха была построена в неоготическом стиле, с использованием кирпича. Готические кирпичные постройки были и остаются очень популярными в Северной и Западной Европе. Кирха нештукатурена. Для облицовки использован жёлтый клинкерный высококачественный кирпич размером 27х13х7 см механизированного кирпичного завода Лучанин фабриканта А.Гликлиха. Также использовалась разнопрофильные кирпичи для деталей экстерьера. Для внутренней кладки стен частично использована кирпич кармелитского костела.

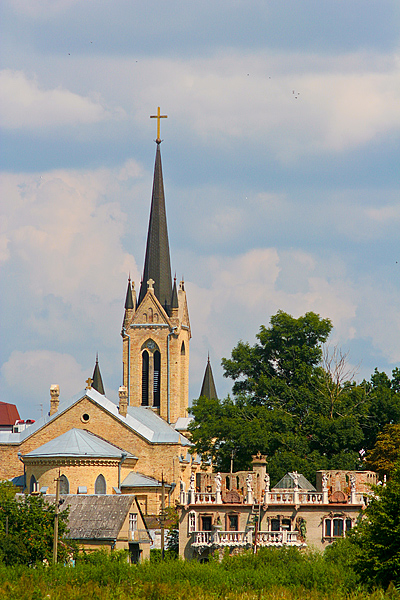
Кирха и дом скульптора

Это однонефное сооружение с высокой колокольней над входом. Интерьер традиционно имеет нартекс, хоры, неф и абсиды. Слева от алтаря находится проповеднический амвон на возвышении. Алтарь, расположенный в абсиде, имеет структуру амфитеатра для размещения на нём хора. Органа храм не имеет. Внешне вход имеет перспективный портал стрельчатого профиля, который завершается крутым фронтоном. К ориентированной на запад абсиде пристроена ризница и пономарня. Вверх наблюдается нарастание остроконечный объёмов. Окна имеют стрельчатое завершение, неф и абсида подпирается контрфорсами с аркатурой. Высокий 24 м шпиль кирхи, который завершает вертикальную композицию, поддерживают боковые пики меньших размеров, расположенные над нартексом. Кирха занимает важное место в композиционной завершенности площади перед ней и улице Кафедральной (главного композиционного направлении восток-запад заповедника), на противоположном конце которой расположена въездная башня Замка Любарта. Высокая колокольня и шпиль кирхи играют важную эстетическую роль в общей панораме Старого города.

## Современность
Сегодня памятник архитектуры «Лютеранская кирха» принадлежит евангельским христианам-баптистам под названием «Дом Евангелия». С 1998 года при церкви действует воскресная школа для детей. Также община занимается миссионерской деятельностью. Пастором является Крикота Пётр Викторович.
Лютеранская община Луцка, которая первоначально строила храм, в настоящее время размещается в Доме пастора, построенном в 1927 году, который располагается рядом с кирхой. Это немецкая евангелическая лютеранская церковь «Храм Христа Спасителя».

## Пасторы
- Арнольд Фридрих Гофман (1899—1904)
- Вальдемар Александр Шлупп (1905—1911)
- Зигмунд Август Лоппе (1911—1916, 1918—1919)
- Теодор Бергман (1919—1921)
- Альфред Рудольф Клайндинст (1921—1938)
- Отто Франк (1938—1939)
- Крикота Пётр Викторович (?—2009)
- Троць Ярослав Леонтиевич (с 2009)

## Галерея

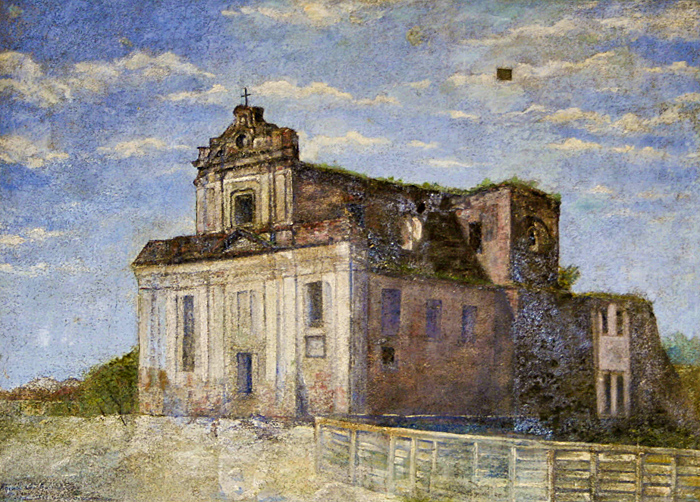
Руины кармелитского костела с латинской кафедры, ХІХ ст.
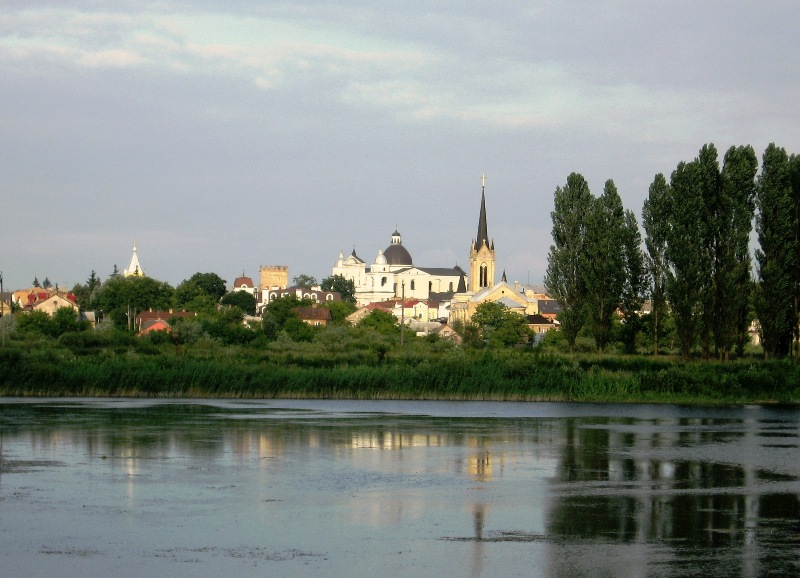
Шпиль кирхи на панораме Старого города
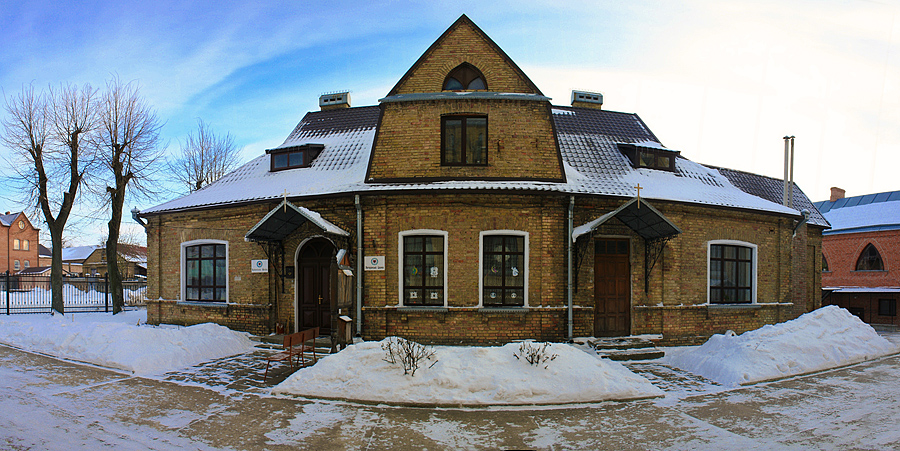
«Дом пастора». Лютеранская церковь